# 交換子
数学における交換子（こうかんし、英: commutator）は、二項演算がどの程度可換性からかけ離れているかを測る指標の役割を果たすものである。考えている代数構造により定義が異なる。物理学、特に量子力学における交換子の役割については、交換関係 (量子力学)の項を参照。

## 群論における交換子
群 G の二つの元 g, h の交換子は
[g, h] = g−1h−1gh
あるいは
[g, h] = ghg−1h−1
で定義される（文献によって異なる。群論の専門家は上の方をよく使う）。交換子がその群の単位元 1 に等しいことと、g と h が互いに可換（つまり gh = hg）となることとは同値である。G のすべての交換子から生成される G の部分群を、G の導来群 (derived group) または交換子群と呼び、［G, G］ あるいは G′ と表記する。注意すべきは、一般には交換子は群演算について閉じていないので、交換子全体の成す集合 { ［x, y］｜x, y ∈ G } そのものではなく、それで生成される部分群 〈 ［x, y］｜x, y ∈ G 〉 を考えなければならないことである。交換子の概念は、冪零群や可解群の定義に用いられる。
［G, G］ = 〈 ［x, y］｜x, y ∈ G 〉.

### 群論における恒等関係式
交換子についての関係式は群論における重要な道具である。以下、ax は x による a の共軛変換（共軛元） x−1ax を表す。
1. {\displaystyle x^{y}=x[x,y].}
2. {\displaystyle [y,x]=[x,y]^{-1}.}
3. {\displaystyle [xy,z]=[x,z]^{y}[y,z]} かつ {\displaystyle [x,yz]=[x,z][x,y]^{z}.}
4. {\displaystyle [x,y^{-1}]=[y,x]^{y^{-1}}} かつ {\displaystyle [x^{-1},y]=[y,x]^{x^{-1}}.}
5. {\displaystyle [[x,y^{-1}],z]^{y}[[y,z^{-1}],x]^{z}[[z,x^{-1}],y]^{x}=1} かつ {\displaystyle [[x,y],z^{x}][[z,x],y^{z}][[y,z],x^{y}]=1.}

最後の 5 番目の式はホール–ヴィットの恒等式 (Hall–Witt identity) として知られるものである。これは環論的な意味での交換子に対するヤコビの恒等式（次節の環論における恒等関係式）の群論的な対応物である。
上記の x による a の共軛変換の定義は群論の研究者がよく使うものだが、
xax−1
を x による a の共軛変換の定義とする（この場合はしばしば xa と書いたりする）こともよくあるので注意を要する。こちらの定義についても（適当に読み替えを行えば）上述の群論における恒等関係式と同様の関係式が成立する。
特定の部分群で割った剰余群を考えれば、広くさまざまな恒等式が成り立つようにできる。これは可解群や冪零群の研究においてとくに有用である。たとえば、任意の群において積の自乗は
{\displaystyle (xy)^{2}=x^{2}y^{2}[y,x][[y,x],y]}
が成り立つという意味でよく振舞う。したがって、導来部分群が群の中心に含まれる（中心的）ならば
{\displaystyle (xy)^{n}=x^{n}y^{n}[y,x]^{\binom {n}{2}}}
という関係が成り立つ。

## 環論における交換子
環または結合多元環の二つの元 a, b の交換子は
[a, b] = ab − ba
で定義される。交換子 [a, b] が 0 となるための必要十分な条件は、a と b とが互いに交換可能であることである。線型代数学では、ベクトル空間のふたつの自己準同型は、基底をひとつ定めれば（基底のとり方に関わらず）、互いに交換可能な行列によって表される。交換子をリー括弧積とみなすことにより、任意の結合多元環をリー環にすることができる。ヒルベルト空間において定義されるふたつの作用素の交換子は、それらの作用素によって記述されたふたつの観測可能量がどの程度よく振舞うかが交換子によって測れるという意味で、量子力学において重要である。不確定性原理はこれらの物理量の交換子をロバートソン–シュレーディンガー関係式を通して扱った定理である。

### 環論における恒等関係式
交換子は以下のような性質を満たす。
- リー環の基本関係式
  - {\displaystyle [A,A]=0}
  - {\displaystyle [A,B]=-[B,A]}
  - {\displaystyle [A,[B,C]]+[B,[C,A]]+[C,[A,B]]=0}

二つ目の関係式は反交換性あるいは交代性と呼ばれるもの、また三番目はヤコビ恒等式である。
- その他有用な関係式
  - {\displaystyle [A,BC]=[A,B]C+B[A,C]}
  - {\displaystyle [AB,C]=A[B,C]+[A,C]B}
  - {\displaystyle [ABC,D]=AB[C,D]+A[B,D]C+[A,D]BC}
  - {\displaystyle [AB,CD]=A[B,CD]+[A,CD]B=A[B,C]D+AC[B,D]+[A,C]DB+C[A,D]B}
  - {\displaystyle [[[A,B],C],D]+[[[B,C],D],A]+[[[C,D],A],B]+[[[D,A],B],C]=[[A,C],[B,D]]}
  - {\displaystyle [AB,C]=A\{B,C\}-\{A,C\}B}

ただし、{A, B} = AB + BA は後述の反交換子である。

環 R の元 A を一つ固定して、上に挙げた有用な関係式の最初のものを考えると、これは写像
{\displaystyle D_{A}\colon R\to R;\quad B\mapsto [A,B]}
に対する積の微分法則と解釈することができる。言い換えれば、写像 DA は環 R 上の導分（微分作用素）を定める。
ベイカー–キャンベル–ハウスドルフの公式の特別な場合だが、交換子を用いて書ける次の恒等式
{\displaystyle e^{A}Be^{-A}=B+[A,B]+{\frac {1}{2!}}[A,[A,B]]+{\frac {1}{3!}}[A,[A,[A,B]]]+\cdots }
は有用である。

## 次数つき交換子
次数環を扱うとき、交換子もしばしば、斉次成分について
{\displaystyle [\omega ,\eta ]_{\rm {gr}}:=\omega \eta -(-1)^{\deg \omega \cdot \deg \eta }\eta \omega }
となるものとして定義される、次数付き交換子 (graded commutator) に置き換えられる。

## 導分
多重交換子などを扱う場合などは特に、随伴表現を使った別の記法
{\displaystyle \operatorname {ad} (x)(y)=[x,y]}
を用いたほうが有効なこともある。このとき、ad(x) は環の導分（微分作用素）で、"ad" は線型である。つまり、
{\displaystyle \operatorname {ad} (x+y)=\operatorname {ad} (x)+\operatorname {ad} (y),}
{\displaystyle \operatorname {ad} (\lambda x)=\lambda \operatorname {ad} (x)}
がともに成り立つ。また "ad" はリー環準同型、つまり
{\displaystyle \operatorname {ad} ([x,y])=[\operatorname {ad} (x),\operatorname {ad} (y)]}
を満たすものである。しかし、一般には
{\displaystyle \operatorname {ad} (xy)=\operatorname {ad} (x)\operatorname {ad} (y)}
が必ずしも成り立たず、多元環の準同型とは必ずしもならない。
例
- {\displaystyle \operatorname {ad} (x)\operatorname {ad} (x)(y)=[x,[x,y]],}
- {\displaystyle \operatorname {ad} (x)\operatorname {ad} (a+b)(y)=[x,[a+b,y]].}

## 反交換子
環や結合多元環の二つの元 a, b の反交換子 (anticommutator) は
{\displaystyle \{a,~b\}=ab+ba}
で定義される。反交換子は交換子ほど応用範囲が広いわけではないが、たとえばクリフォード代数やジョルダン代数の定義などに用いられる。